# Fuerte de Marlborough
El Fuerte de Marlborough es una edificación auxiliar que fue construida por Sir John Churchill en la roca a principios del siglo XVIII. Está situado en la zona sur del puerto de Mahón, concretamente en la cala de san Esteban (Villacarlos). La última reforma del fuerte de Marlborough data de finales de siglo XVIII. La finalidad de este fuerte era proteger el estratégico puerto de Mahón, ya que era codiciado por varias potencias. Estaba considerado en aquellos tiempos uno de los más valiosos del Mediterráneo, a causa de la situación geográfica y sus características, ya que es muy amplio, largo y profundo y esto facilitaba mucho la entrada de barcos.
Esta fortaleza posee contraminas, galerías subterráneas, salas excavadas en la roca y un foso con la finalidad de proteger la zona central del recinto.

## Historia
El dominio de la Isla de Menorca se fue alternando entre los franceses y los ingleses desde que los ingleses por primera vez la ocuparon en 1708. Dejaron de hacerlo cuando se firmó el tratado de Amiens en 1802 en el que Gran Bretaña devuelve Menorca a España. Estas dominaciones han marcado la cultura menorquina dejando en ella monumentos, vocabulario... entre otras cosas. Uno de los ejemplos de dichos monumentos es el Fuerte de Marlborough, construido  por los ingleses en la primera ocupación entre 1710 y 1726. Debe su nombre a Sir John Churchill, duque de Marlborough. Éste era el general británico más destacado de la época. Está construido en la bocana del puerto de Mahón y en esa época su principal función era proteger la entrada del puerto de los franceses y de los españoles. En 1756 las tropas francesas comandadas por el duque de Richelieu arrebataron la isla a los británicos y se quedaron durante 7 años y en 1781 el duque Crillón al frente de las tropas españolas conquistó la isla devolviéndola a la soberanía española.
Las tropas que defendían el fuerte estaban formadas por un capitán, 50 infantes y 15 artilleros.
En el siglo XVIII Menorca volvió a estar bajo el dominio de los británicos y se configuró el fuerte como hoy en día lo apreciamos y se construyó la torre de’n Penjat que se une al fuerte por un camino de piedra evitando así el asentamiento de las tropas enemigas.

## Actualidad
En la actualidad el fuerte de Marlborough ha pasado de ser una edificación militar británica a ser un museo creado por menorquines en consideración a su valor histórico. En este museo se enseña la forma de vida de Menorca en la época británica (siglo XVIII) utilizando la tecnología y respetando las infraestructuras. 
El proyecto museográfico y de ingeniería audiovisual fue realizado por Sono Tecnología Audiovisual, empresa especialista en integración de sistemas audiovisuales para museos. El museo cuenta con un sistema Digital Signage, guías multimedia para el seguimiento de las visitas, red wifi para la sincronización y el control de las guías y proyecciones multipantalla, entre otros elementos de audio y vídeo.  